# Basi (panda)
Basi (chinois : 巴斯 ; 1980 - 13 septembre 2017) était un panda géant femelle,. Depuis la mort de Jia Jia en 2016, elle était le plus vieux panda vivant en captivité,.

## Biographie
Basi naît à l'état sauvage en 1980. À l'age de 4 ans, l'animal est capturé après être tombé dans une rivière. Soignée au centre de recherche de Fuzhou, elle restera en captivité toute sa vie, devenant rapidement l'animal le plus populaire de Chine.
À 7 ans, Basi est transportée au zoo de San Diego pour un prêt de 6 mois. Cette étape marque la seule fois où l'animal quittera le centre de recherche chinois.
À 10 ans, elle devient le modèle original de « Pan pan », la mascotte des premiers jeux asiatiques (en Chine, 1990). 
En 2017 à l'age de 36 ans, Basi devient le plus vieux panda au monde jusqu'à sa mort un matin à 8 h 50 le 13 septembre 2017 à 37 ans. Le centre de recherche et d'échange du panda géant du détroit de Fuzhou, où elle vivait, a organisé un mémorial en son honneur.